# Ornebius elvalina
Ornebius elvalina är en insektsart som beskrevs av Otte, D. och R.D. Alexander 1983. Ornebius elvalina ingår i släktet Ornebius och familjen Mogoplistidae. Inga underarter finns listade i Catalogue of Life.